# O’Neill (Nebraska)
O'Neill település az Amerikai Egyesült Államok Nebraska államában, [[| megyében]]. 

## Népesség
A település népességének változása: